# Južni pudu
Južni pudu (la. Pudu puda) je najmanja vrsta jelena, koja živi na jugu Čilea i jugozapadnim dijelovima Argentine u Južnoj Americi. Uvršten je kao osjetljiv na IUCN-ov popis ugroženih životinja. Ugrožen je prije svega lovom i gubitkom staništa.
Neki primjerci južnog pudua žive u Zoološkim vrtovima.

## Opis
Visoki su od 36 do 41 centimetar, teški od 9 do 15 kilograma te dosegnu dužinu od 6 do 9 decimetara. Mužjaci imaju jednostavne, šiljaste rogove koji su dugi 7 do 10 centimetara, mijenjaju se svake godine. Krzno ženke je smećkaste boje. Najsvjetlije krzno ima mužjak koje je narančasto-žućkaste boje, dok mladunci imaju tamnosmeđe krzno s ponekim crnkastim nijansama.  Pudu ima rep koji je dug svega nekoliko centimetara. Doživi od 8 do 10 godina.
Pudu ima neke zanimljive osobine koje ga razlikuju od drugih jelena. Može se popeti na srušeno stablo, što ponekad i čini, kako bi izbjegao opasnost ili došao do lišća. Zbog malenog rasta, često je prisiljen balansirati na stražnjim nogama da bi došao do lišća na granama. U slučaju opasnosti, javlja se upozoravajućim, lajanjem sličnim glasanjem.
Aktivni su danju, a hrane se lišćem drveća, pupovima, voćem koje padne sa stabla i cvijećem, rijetko jedu travu a ponekad koru mladih stabala. Stanište su im vlažne, guste šume umjerenih područja. Kako žive u gustišu, održavaju komplicirani splet puteljaka koji mu za slučaj potrebe osiguravaju lakši, brži bijeg. Puteljci često vode do mjesta za odmor ili do dobrih hranilišta.

## Razmnožavanje
Spolno zreli postaju u dobi od 6 mjeseci. Pare se od travnja do lipnja, a nakon gestacije od 200 do 220 dana, ženka koti jednog (rjeđe dva) mladunca koji teži od 1 do 1,5 kilograma.

## Vanjske poveznice
|  | Zajednički poslužitelj ima još gradiva o temi Južni pudu |

- UltimateUngulate.com dio o južnom puduu
- Animal Planet stranica o južnom puduu
- Bristol Zoo stranica o južnom puduu